# René-Nicolas Dufriche Desgenettes

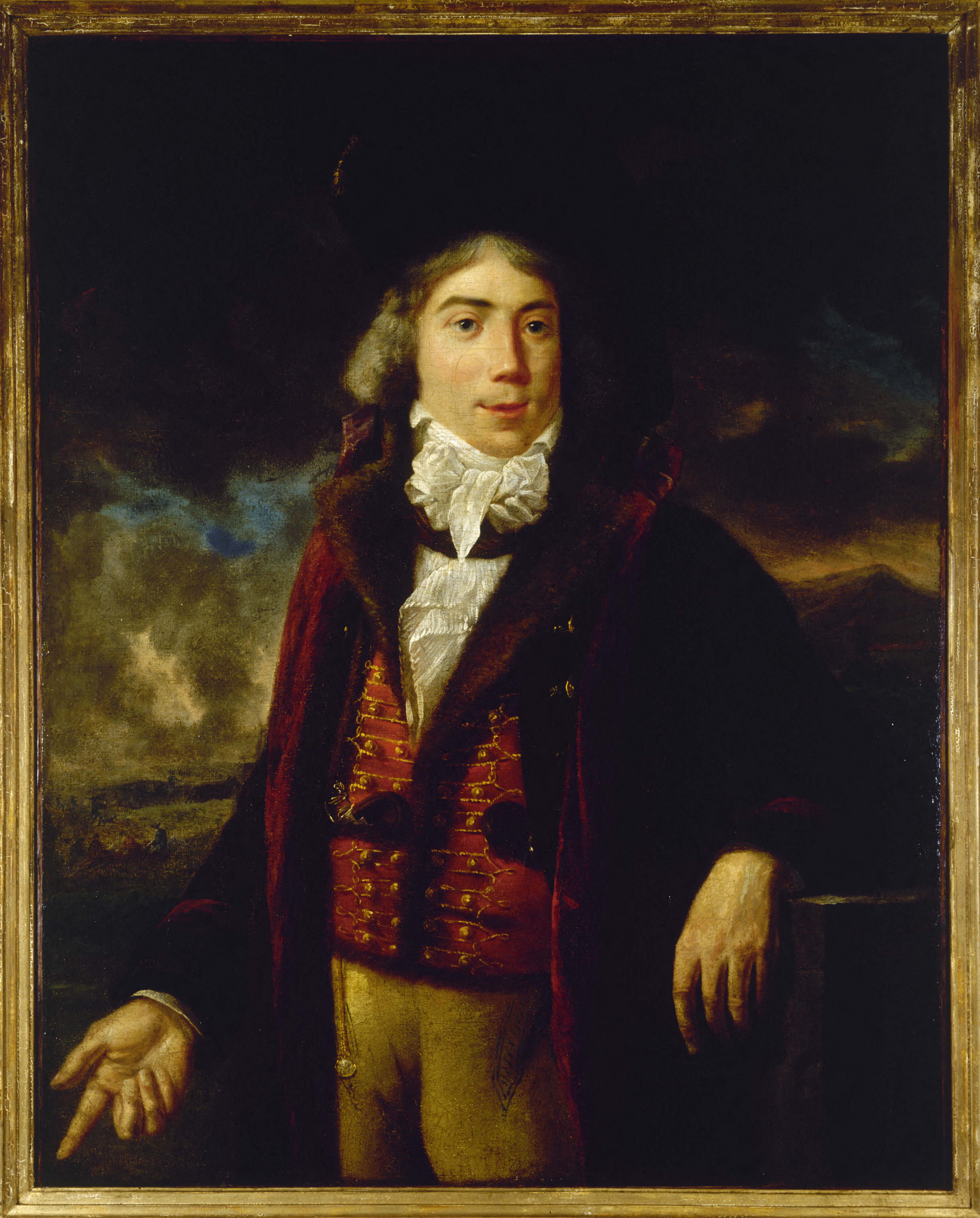
René-Nicolas Dufriche Desgenettes

René-Nicolas Dufriche, Baron Desgenettes (* 23. Mai 1762 in Alençon, Département Orne; † 3. Februar 1837 in Paris) war ein französischer Militärarzt.

## Leben und Wirken
Dufriche Desgenettes war der Sohn eines Juristen; der Kleriker Charles-Éléonore Dufriche-Desgenettes (1778–1860) war ein entfernter Verwandter. Seine Schulzeit absolvierte er am Jesuiten-Kolleg seiner Heimatstadt und ging anschließend nach Paris um am Collège Sainte-Barbe und am Collège du Plessis zu studieren.
Bereits nach kurzer Zeit wechselte Dufriche Desgenettes an das Collège de France um Medizin zu studieren: seine Lehrer waren u. a. der Chirurg Philippe-Jean Pelletan und der Anatom Félix Vicq d’Azyr. Anschließend ging er für einige Zeit nach London um Vorlesungen des Chirurgen John Hunter zu hören. Wieder zurück in Paris wurde er Student bei dem Chirurgen Alexis Boyer und Louis-René Desbois de Rochefort. Seine Grand Tour nach und durch Italien und England benutzte er, um sich medizinisch fortzubilden und an mehreren medizinischen Fakultäten Vorlesungen zu hören.
1791 (→Französische Revolution) kam Dufriche Desgenettes wieder zurück nach Frankreich. Er schloss sich den Girondisten an; aber während der Terrorherrschaft zog er sich nach Rouen zurück. Er nahm im März 1793 einen Ruf als Militärarzt an und schloss sich der Armée d’Italie an, wo er allein schon seiner Sprach- und Landeskenntnisse hoch geschätzt wurde. 1795 machte er die persönliche Bekanntschaft von Napoleon, der sich später sehr lobend über ihn äußerte.
Als 1798 von Napoleon die Invasion nach Ägypten geplant wurde, holte er Dufriche Desgenettes und machte ihn zum obersten Militärarzt dieses Expeditionsheeres und als solcher war Dufriche Desgenettes Mitglied im Generalstab von André Masséna. Als Arzt war er auch Mitglied der Commission des sciences et des arts und schrieb an der Description de l’Égypte mit.
Mitte September 1801 kehrte er mit der Armee wieder zurück nach Paris und man betraute ihn dort mit der Leitung des Militärkrankenhauses Val-de-Grâce (5. Arrondissement). Parallel dazu hielt Dufriche Desgenettes Vorlesungen an École de Médecine (Universität von Paris) und war ein gern gesehener Gast im Salon von Anne-Catherine de Ligniville Helvétius.
Am Staatsstreich des 18. Brumaire VIII (9. November 1799) war Dufriche Desgenettes nicht beteiligt, aber als sich 1804 das Erste Kaiserreich konsolidiert hatte, machte ihn Napoleon zum obersten Mediziner (Service de Santé des Armées) der Grande Armée. Als solcher nahm er u. a. an Schlachten bei Preußisch Eylau (7./8. Februar 1807) und Friedland (14. Juni 1807) teil. Nach dem Frieden von Tilsit (7./9. Juli 1807) wurde Dufriche Desgenettes zwischen Mai und Oktober 1808 Urlaub in Paris genehmigt, den Austritt aus der Armee verweigerte ihm Napoleon.
Als Napoleon 1812 seinen Krieg gegen Russland plante, holte er Dufriche Desgenettes ihn seinen Stab. Er nahm an einigen Schlachten teil und konnte sich besonders an der Schlacht an der Beresina (26./28. November 1812) auszeichnen. Während des Rückzugs wurde Dufriche Desgenettes am 10. Dezember 1812 bei Vilnius gefangen genommen. Als Zar Alexander I. davon hörte, sorgte er sofort für dessen Freilassung und schickte ihn mit einem Trupp Kosaken als Eskorte zurück zu den französischen Truppen. Am 20. März 1813 erreichte Dufriche Desgenettes wohlbehalten Magdeburg (→Departement der Elbe). Von dort brachte er geheime Depeschen zu Napoleon nach Paris.
Dufriche Desgenettes nahm an der Schlacht bei Paris (30. März 1814) teil und ließ nach dem Vertrag von Fontainebleau (11. April 1814) alle seine militärischen Ämter ruhen. Als Napoleon die Insel Elba verließ und dessen Herrschaft der Hundert Tage begannen, schloss er sich dem Kaiser wieder an. Als Militärarzt der Garde impériale nahm er an der Schlacht bei Waterloo (18. Juni 1815) teil.
Zurück in Paris, sagte er sich von Napoleon los und unterstützte König Ludwig XVIII. Dieser setzte ihn mit Wirkung vom 1. Juli desselben Jahres wieder als Leiter des Val de Grâce ein und berief ihn in den Conseil général de santé des armées.
1820 wurde Dufriche Desgenettes in die Académie Royale de Médecine aufgenommen und zehn Jahre berief ihn König Louis-Philippe I. in die Académie des sciences. Als sich nach der Julirevolution die Monarchie wieder konsolidiert hatte, wählte man Dufriche Desgenettes am 14. November 1830 zum Maire des 10. Arrondissements von Paris; er hatte dieses Amt vier Jahre inne. Parallel dazu berief man ihn am 2. März 1832 zum leitenden Chefarzt des Hôtel des Invalides (7. Arrondissement) und als solcher wurde Mitglied der Académie de Caen.
Am 3. Februar 1837 starb René-Nicolas Dufriche Desgenettes in Paris und fand auf dem Cimetière Montparnasse seine letzte Ruhestätte.

## Trivia
Der Schriftsteller Alexandre Dumas der Ältere beschrieb den Arzt René-Nicolas Dufriche Desgenettes als „un vieux paillard, très spirituel et très cynique“.

## Ehrungen
- 14. Juni 1804 Ritter der Ehrenlegion
- 1810 Baron de l'Émpire
- Die Rue Desgenettes im 7. Arrondissement (Paris) wurde ihm zu Ehren benannt
- Sein Name findet sich am südlichen Pfeiler (29. Spalte) des Triumphbogens am Place Charles de Gaulle (Paris)

## Schriften (Auswahl)
- Fragmens de médecine militaire. Didot, Paris 1820.
- Essais de biographie et bibliographie medicales. Panckoucke, Paris 1825.
- Mélanges de médecine. Panckoucke, Paris 1821.
- Histoire médicale de l'armée d'orient. Paris 1812.
  - deutsch: Geschichtliche Darstellung der Krankheitsereignisse bey der französischen Armee im Orient. Nebst dazugehörigen medicinischen Topographien und Tabellen. Sommer, Prag 1812.